# Jan Gumiński
Jan Gumiński, ps. „Raczyński” (ur. 3 czerwca 1888 w Łowiczu, zm. po 1 stycznia 1938) – kapitan piechoty Wojska Polskiego.

## Życiorys
Urodził się 3 czerwca 1888 w Łowiczu, ówczesnym mieście powiatowym guberni warszawskiej, w rodzinie Karola. Do Wojska Polskiego został przyjęty z byłej armii generała Hallera. W 1921 pełnił służbę w 13 Pułku Piechoty w Pułtusku. 3 maja 1922 został zweryfikowany w stopniu kapitana ze starszeństwem z 1 czerwca 1919 roku i 1173. lokatą w korpusie oficerów piechoty, a jego oddziałem macierzystym był nadal 13 pp. Później został przeniesiony do 37 Pułku Piechoty w Kutnie. W maju 1925 został przydzielony z 37 pp do Powiatowej Komendy Uzupełnień Kutno na stanowisko oficera instrukcyjnego. W marcu 1926 został przydzielony do macierzystego pułku na stanowisko oficera Przysposobienia Wojskowego.
W kwietniu 1928 został przeniesiony z 37 pp do kadry oficerów piechoty z równoczesnym przeniesieniem służbowym do PKU Kutno na cztery miesiące, w celu odbycia praktyki poborowej. W listopadzie tego roku został przeniesiony do PKU Kalisz na stanowisko kierownika II referatu poborowego. We wrześniu 1930 został przesunięty na stanowisko kierownika I referatu administracji rezerw i zastępcy komendanta. Z dniem 30 czerwca 1934 został przeniesiony w stan spoczynku.

## Ordery i odznaczenia
- Krzyż Niepodległości – 16 września 1931 „za pracę w dziele odzyskania niepodległości”[14][1][15]
- Krzyż Walecznych czterokrotnie[16]
- Srebrny Krzyż Zasługi – 1938 „za całokształt zasług w służbie wojskowej”[17]
- Odznaka Pamiątkowa Więźniów Ideowych[18]
- łotewski Medal Pamiątkowy 1918-1928 – 6 sierpnia 1929[19]